# Свирид, Никита Леонидович
Никита Леонидович Свирид (род. 25 июня 1996, Минск) — белорусский и хорватский дзюдоист и самбист. Участник Олимпийских игр в Токио. Двукратный серебряный призёр Чемпионата Европы до 23 лет, двукратный бронзовый призёр Чемпионата Европы и бронзовый призёр Чемпионата Мира до 21 года по дзюдо. Мастер спорта международного класса по дзюдо. Мастер Спорта по самбо.

## Биография
Родился 25 июня 1996 года. Отец — известный дзюдоист и самбист Свирид Леонид Фёдорович — участник двух Олимпиад, призёр Игр доброй воли и чемпионатов Европы, 15-кратный чемпион Беларуси по дзюдо и 3-кратный чемпион Европы и многократный призёр чемпионатов мира по самбо. Мать — фехтовальщица Ласовская Инесса Валерьевна — неоднократный призёр чемпионатов СССР, мастер спорта СССР, призёр Спартакиады народов СССР. С 9 лет пошёл по отцовским стопам, начиная заниматься в Минской спортивной школе СДЮШОР № 7.
Первых значительных успехов добился в 2014 году, выиграв в своей возрастной категории чемпионат страны, а затем бронзовую европейскую и мировую медали по самбо среди юниоров. В 2015 году завоевал бронзовые медали чемпионата Европы и мира до 21 года (в команде) по дзюдо. В 2016 году на юниорском чемпионате Европы по дзюдо в Малаге — завоевал бронзовую награду в весовой категории до 100 килограмм, а также завоевал серебро молодёжного чемпионата Европы в Тель-Авиве. Свою первую «взрослую» бронзовую медаль он выиграл в марте 2017 года на открытом Континентальном Кубке в Катовице (Польша). Завоевал лицензию на Олимпийские Игры в Токио 2021. В феврале 2024 года стал Чемпионом Хорватии по дзюдо в своей новой весовой категории свыше 100 килограмм. С 27 ноября 2024 года официально выступает за Хорватию.

## Личная жизнь
Проживает в Сплите. Закончил Минское Государственное Городское Училище Олимпийского Резерва в 2014 году. В 2016 закончил Республиканское Училище Олимпийского Резерва. В 2020 окончил Белорусский Государственный Университет Физической Культуры по специальности тренер по дзюдо и самбо. До 2021 года Пресс-секретарь Белорусской Федерации Дзюдо. В феврале 2022 года уволился из Национальной команды по дзюдо и закончил выступление за сборную Республики Беларусь. С марта 2022 года проживает в городе Сплит, Хорватия.

## Спортивные результаты
Самбо:
- Чемпион Республики Беларусь по юношам (2014), Минск —;
- Чемпион Республики Беларусь по юниорам (2015), Минск —;
- Чемпионат Европы по кадетам (2012), Таллин — ;
- Чемпионат Европы по юношам (2014), Касерес — ;
- Чемпионат Мира по юношам (2014), Сеул — ;

Дзюдо:
- Чемпион Республики Беларусь по кадетам (2013), Минск —;
- 3-кратный Чемпион Республики Беларусь по юниорам (2014,2015,2016) , Могилев — ;
- 5-кратный Чемпион Беларуси (2016,2017,2018,2019,2021), — ;
- Чемпион Кубка Республики Беларусь (2020), Могилев —;
- Чемпион Республики Беларусь (смешанные команды) (2021), Минск —;
- 2-кратный Чемпион Хорватии (2024,2025), — ;

Кадеты до 18 лет:
- Этап Кубка Европы 2012 года, Теплице — ;
- Этап Кубка Европы 2013 года, Анталия — ;
- Этап Кубка Европы 2013 года, Киев — ;
- Европейский Олимпийский Юношеский Фестиваль 2013 года, Утрехт — 5 место;
- Чемпионат Мира по кадетам 2013 год, Майами — 5 место;

Юниоры до 21 года:
- Этап Кубка Европы 2015 года, Афины — ;
- Чемпионат Европы (в команде) 2015 года, Оберварт — ;
- Чемпионат Мира (в команде) 2015 года, Абу-Даби — ;
- Этап Кубка Европы 2016 года, Афины — ;
- Этап Кубка Европы 2016 года, Санкт-Петербург — ;
- Этап Кубка Европы 2016 года, Каунас — ;
- Чемпионат Европы 2016 года, Малага — ;

Молодежь до 23 лет:
- Чемпионат Европы 2016 года Тель-Авив — ;
- Чемпионат Европы 2017 года Подгорица — ;

Взрослые:
- Турнир серии European Open 2017 год, Катовице — ;
- Турнир серии African Open 2017 Касабланка — 5 место;
- Турнир серии European Open 2017 год, Минск — 7 место;
- Турнир серии Гран-При 2017 Ташкент — 5 место;
- Турнир серии Большой-Шлем 2018 Париж — 7 место;
- Турнир серии European Open 2018 год, Прага — ;
- Турнир серии European Open 2018 год, Минск — ;
- Чемпионат Мира 2018 год, Баку — 9 место;
- Турнир серии Гран-При 2018 года Гаага — ;
- Европейские Игры/Командный Чемпионат Европы 2019 года Минск — 5 место;
- Чемпионат Мира 2019 год, Токио — 9 место;
- Турнир серии Гран-При 2019 года Ташкент — ;
- Турнир серии Большой-Шлем 2021 Тель-Авив — 7 место;
- Турнир серии Большой-Шлем 2021 Ташкент — 7 место;
- Чемпионат Европы 2021 года Лиссабон — 9 место;
- Командный Чемпионат Европы 2021 года Уфа — 5 место;
- Турнир Zagreb Open 2022 года Загреб — ;
- Турнир Cup Jadrana 2023 года Сплит — ;
- Клубный Чемпионат Хорватии 1 лига 2023 года Primorski Dolac — ;
- Турнир Cup Jadrana 2024 года Сплит — ;
- Вице-чемпион 1 лиги German Bundesliga 2024 года Висбаден — ;
- Турнир Серии European Open 2025 год, Любляна — ;
- Этап Кубка Европы 2025 год, Дубровник — ;
- Этап Кубка Европы 2025 год, Сараево — ;
- Командная Испанская лига 1 дивизион 2025 , Мадрид — ;